# 여성용 팬티
여성용 팬티는 여성용으로 만들어진 짧은 길이의 하반신용 속옷을 말한다.

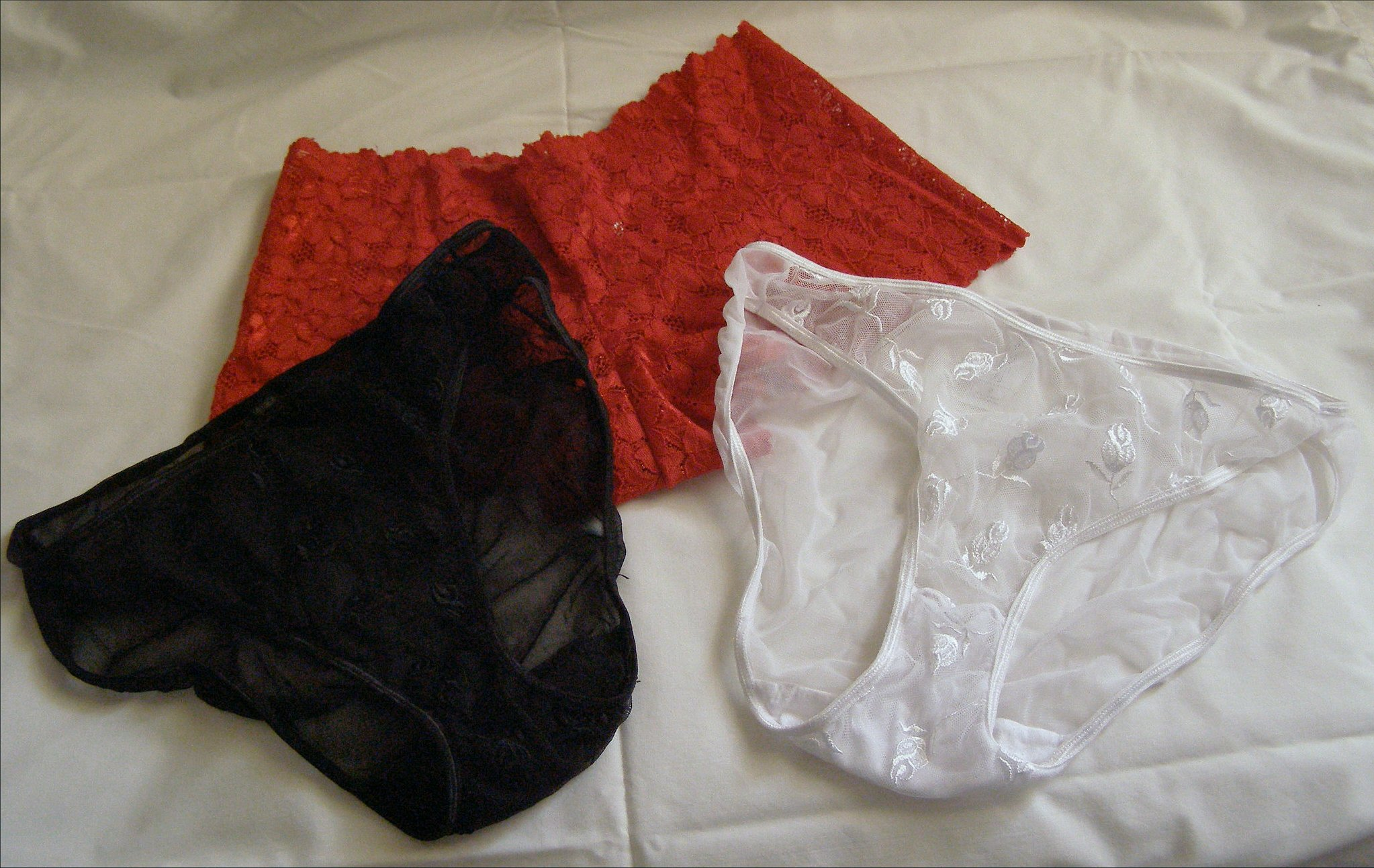
레이스가 예쁘고 앙증맞은 여자용 팬티

## 같이 보기
- 비키니